# Pieter Delicaat
Pieter Delicaat (Cuijk, 1956) is een Nederlands fotograaf, tekenaar, schilder en webdesigner. 

## Biografie
Pieter Delicaat groeide op in Twente (Oldenzaal) en volgde van 1979 tot 1984 zijn opleiding aan de Academie voor Kunst en Industrie te Enschede. Daarna volgde hij een jaar de praktijkstudie aan de 'centrale tekenafdeling' van de Rijksakademie voor Beeldende Kunsten te Amsterdam. Delicaat woont en werkt in Kalkar.

## Multimedia
Delicaat gebruikt technieken met nieuwe media zoals flashdesign, webdesign en digitale fotografie. Sinds 2007 heeft hij zich toegelegd op het maken van 3D-visualisaties binnen de virtuele omgeving van Second Life. Hij heeft ook meegedaan aan Haiku-speedbuild-wedstrijden, waarbij naar aanleiding van een ter plaatse bekendgemaakte haiku een visuele interpretatie daarvan moet worden gegeven. Ook bouwde hij virtuele omgevingen zoals een miniatuurstadje geïnspireerd op het historische Oldenzaal en een toegankelijk virtueel huis van maximaal 117 prims.

## Tentoonstellingen (selectie)
- 1985 - Rijksmuseum Twenthe, Enschede
- 1996 - Museum of Fine Arts, Ulaanbaatar, Mongolië
- 1998 - Stiftsmuseum Wissel, Kalkar (D)
- 1999 - Museum Palthehuis, Oldenzaal
- 1999 - Stedelijk Museum Schiedam (groepstentoonstelling)